# Alhambra (Kalifornia)
Alhambra város az USA Kalifornia államában, Los Angeles megyében. Lakosainak száma 82 868 fő (2020. április 1.).

## Népesség
A település népességének változása:

| 2010 | 83 089 |
| 2020 | 82 868 |